# Pettyén
Pettyén település Romániában, Szatmár megyében.

## Fekvése
Szatmár megyében, Szatmárnémetitől délkeletre, a Szamos partján, Szatmárnémeti és Ombod között fekvő település.

## Története
Nevét az oklevelek 1391-ben említették először Pethwan néven. Névadója az a Péter fia: Miklós fia Pettyén volt, aki 1367-ben (Dobrács-)Apáti birtokosa volt. Valószínű, hogy annak területén birtokosztással jött létre.
1563-ban Pettyén, másképp Bazánd néven írták.
A 15. században és a 16. században a Báthori-család tagjaié volt, akik 1417ben új királyi adományt kaptak rá.
1550-ben Jó György, Mihály és Vilmos-nak, a Pettyéni Demeter fiainak volt itt részbirtoka.
1563-ban Szabó Tamás is kap itt birtokrészt. Nevét ekkor már Pettyénnek írták.
A település a 17. században elpusztult.
1601-ben Mezőszentmiklósi Jánost még Pettyén "máskép Bazánd" helység részeibe iktatták be, de 1667-ben Barkóczi János ismét a bazándi, másképp a pettyéni pusztát kapta meg.
1726-ban Böszörményi Nagy Sámuel kap benne királyi adományt, majd 1820-tól még rajtuk kívül a Szeleczky, Virág, Décsey, és a Szentkirályi családok és báró Apor család tagjai is birtokosok lettek itt egészen a 19. század közepéig.
A 20. század elején Böszörményi Sándor birtoka volt.

## Nevezetességek
- Református temploma 1873-ban épült.